# Sorbus parumlobata
Sorbus parumlobata är en rosväxtart som först beskrevs av Johann Friedrich Thilo Irmisch, och fick sitt nu gällande namn av Carl Edward Adolph Petzold och Kirchn.. Sorbus parumlobata ingår i släktet oxlar, och familjen rosväxter. Inga underarter finns listade i Catalogue of Life.